# Numero quadrato centrato
Un numero quadrato centrato è un numero poligonale centrato che rappresenta un quadrato con un punto al centro e tutti gli altri attorno.
I primi 4 numeri quadrati centrati sono: 1, 5, 13, 25 e possono essere rappresentati nel seguente modo:
|                           |  |                           |  |                            |  |                            |
| {\displaystyle C_{4,1}=1} |  | {\displaystyle C_{4,2}=5} |  | {\displaystyle C_{4,3}=13} |  | {\displaystyle C_{4,4}=25} |

I primi numeri quadrati centrati sono:
1, 5, 13, 25, 41, 61, 85, 113, 145, 181, 221, 265, 313, 365, 421, 481, 545, 613, 685, 761, 841, 925, 1013, 1105, 1201, 1301, 1405, 1513, 1625, 1741, 1861, 1985, 2113, 2245, 2381, 2521, 2665, 2813, 2965, 3121, 3281, 3445, 3613, 3785, 3961, 4141, 4325, …

## Formula generatrice
L'{\displaystyle n}-esimo numero quadrato centrato è dato dalla formula:
{\displaystyle n^{2}+(n-1)^{2},}
cioè è la somma dei quadrati di due numeri successivi, come si può vedere graficamente dal seguente modello:
|                           |  |                             |  |                             |  |                              |
| {\displaystyle C_{4,1}=1} |  | {\displaystyle C_{4,2}=1+4} |  | {\displaystyle C_{4,3}=4+9} |  | {\displaystyle C_{4,4}=9+16} |

Un'altra formula alternativa è:
{\displaystyle {(2n-1)^{2}+1} \over 2}
Tutti i numeri quadrati centrati sono dispari, ed in base 10 l'ultima cifra segue il modello 1-5-3-5-1. Inoltre tutti i numeri quadrati centrati ed i loro divisori danno resto uno quando divisi per quattro. Da ciò deriva che tutti i numeri quadrati centrati ed il loro divisori finiscono con le cifre 1 o 5 in base 6, 8 o 12.